# Émile de Girardin
Émile de Girardin [ejtsd: zsirarden] (született: Émile Delamothe, Párizs, 1806. június 21. – Párizs, 1881. április 27.) francia publicista, Alexandre de Girardin gróf törvénytelen fia.

## Élete
1806-ban született Párizsban, a Rue Chabanais 4.-ben. Berri hercegnő támogatásával 1828-ban megalapította a Le Voleur, 1829-ben pedig a La Mode című lapot. 1831-ben feleségül vette Depohine Gay-t és különböző lapokkal és részvényekkel űzött spekulációt. 1836-ban a konzervatív párt lapját, a La Presse-t alapította meg és ennek olcsó, minden konkurenciát megsemmisítő árával nagy polemiát hívott ki maga ellen, amely a National szerkesztőjével, Armand Carrellal vívott párbajjal végződött, amelyben Carrel elesett. Noha már 1834 óta tagja volt a második kamarának. Mindazáltal azon az okon, hogy állítólag Svájcban született, 1839-ben történt második megválasztását megsemmisítették. Ekkor a minisztérium ellen kezdett küzdeni, de – miután 1842-ben újból választás alá bocsátották – felhagyott ellenségeskedésével és védelmezte az október 29-iki minisztériumot, hogy aztán 1843-ban a Presse-ben ismét Guizot ellen lépjen fel. 1848. február 24-én a republikánus párthoz csatlakozott és az ideiglenes kormány mellett szavazott, de csakhamar ismét ellene, valamint Cavaignac diktatúrája ellen küzdött. Napóleon Lajos ellen, akinek az elnökségre való jelölését maga is pártolta, megválasztása után szintén harcolni kezdett. 1850-ben a nemzetgyűlésbe választották be, itt eleinte a hegypárthoz tartozott, de még ugyanazon év folyamán kilépett belőle. Minthogy közben képviselővé választották meg, a Presse szerkesztését Nefftzernek adta át. Az 1851. december 2-ai államcsíny után számüzetvén Franciaországból, 1852 őszéig Brüsszelben élt, aztán ismét átvette a Presse szerkesztését, de 1856 novemberében teljesen megvált attól és a lapot 800 000 frankért Millaud és társa bankároknak adta el. 1862-ben újból főszerkesztője lett a Presse-nek, de 1866-ban megint megvált tőle, hogy a Liberté című lapot alapítsa meg, melyet aztán egy millió frankért adott el. Párizs ostroma elől Limoges-ba vonult és itt a La défense nationale (1871), majd a L'Union française című lapot alapította meg, amelyben egy francia federatív köztársaság mellett harcolt; aztán a Journal officiel szerkesztését vette át és 1877 novemberében a France szerkesztését. E lappal nagyban hozzájárult a reakcionárius kormány megbuktatásához és az ily módon szerzett új népszerűség révén Jules Grévy székét foglalta el a képviselőházban. 1881-ben lemondott a képviselőségről s gazdagon, mint híres ember a magánéletbe vonult vissza. Első nejének 1855-ben történt halála után, G. Beunold Vilhelminát, Tieffenbach grófnőt, nasszaui Frigyes herceg mostohalányát vette nőül, de 1872-ben elvált tőle.

## Fontosabb munkái
- Émile (1827);
- De la presse périodique au XIX. siècle (1837);
- Études politiques (1838);
- Question de Presse (1842);
- De la liberté du commerce et de la protection de l'industrie (1846);
- Les cinquante-deux (1848, 13 kötet);
- Napóleon III. et la France (1859);
- La séparation de l'Église et de l'État (1861);
- Paix et Liberté (1864);
- Les droit de la pensée (1864);
- Force ou richesse (1864);
- Le succès (1866);
- La voix dans le désert (1868);
- Le gouffre (1870);
- Hors de Paris (Bordeaux, 1870);
- L'union française, extinction de la guerre civile (1871);
- L'homme et la femme, l'homme suzerain, la femme vassale (1872, Dumas Fils ellen);
- Grandeur ou déclin de la France (1876);
- La question d'argent (1877);
- L'égale de l'homme (1880, Dumas Fils ellen).

### Vígjátékai
- Le supplice d'une femme (nagyon nagy sikerrel adták elő, 1865);
- Les deux sœurs (roppant kudarcot vallott, 1865);
- Le mariage d'honneur (1866);
- Les hommes sont ce que les femmes les font (1868);
- Les trois amants (1869).

Hírlapi cikkei Questions de mon temps (1858, 12 kötet) és Questions philosophiques (1868) c. műveiben jelentek meg.